# Kaććh

Lokalizacja okręgu Kaććh

Kaććh, (gudźarati: કચ્છ, hindi: कच्छ, ang: Kachchh, Kutch) - okręg administracyjny (hindi: zila, ang: district) w indyjskim stanie Gudźarat. Mieszkańcy posługują się językiem kaććhi, znacznie różniącym się od urzędowego w tym stanie języka gudźarati, ale bliskim językowi sindhi.